# Емили Дьокен
Емили Дьокен (на френски: Émilie Dequenne) е белгийска актриса. 

## Биография
Тя е родена на 29 август 1981 година в Бельой, провинция Ено. През 1999 година дебютира в киното с главната роля във филма „Розета“ („Rosetta“) на братя Дарден, която и донася награда за женска роля на Кинофестивала в Кан. През следващите години продължава редовно да се снима в киното с роли във филми като „Братството на вълка“ („Le Pacte des Loups“, 2001).

## Избрана филмография
| година | филм                  | оригинално заглавие | роля               | режисьор    | бележки |
| ------ | --------------------- | ------------------- | ------------------ | ----------- | ------- |
| 2001   | Братството на вълците | Le Pacte des loups  | Мариан дьо Моранжи | Кристоф Ган |         |
| 2001   | Всекиму своето кино   | Chacun son cinéma   |                    | екип        |         |